# ماكس غرون
ماكس غرون (بالألمانية: Max Grün)‏ هو لاعب كرة قدم ألماني في مركز حراسة المرمى، ولد في 5 أبريل 1987 في كارلشتات آم ماين في ألمانيا. شارك مع منتخب ألمانيا تحت 16 سنة لكرة القدم ومنتخب ألمانيا تحت 17 سنة لكرة القدم. أما مع النوادي، فقد لعب مع بايرن ميونخ 2 وبايرن ميونخ وغرويتر فورت ونادي فولفسبورغ.

## وصلات خارجية
- ماكس غرون على موقع الاتحاد الأوربي (الإنجليزية)
- ماكس غرون على موقع قاعدة بيانات كرة القدم.إي يو (الإنجليزية)
- ماكس غرون على موقع بيانات كرة القدم. دي إي (الألمانية)
- ماكس غرون على موقع Soccerway.com (الإنجليزية)
- ماكس غرون على موقع عالم كرة القدم.نت (الإنجليزية)
- ماكس غرون على موقع AS.com (الإسبانية)